# Johann Achatius Felix Bielcke
Johann Achatius Felix Bielcke oder auch Bielke (* 16. Oktober 1716 in Jena; † 17. Januar 1802) war ein deutscher Philologe, evangelischer Theologe und Pastor.

## Leben und Wirken
Bielcke war Absolvent des Wilhelm-Ernst-Gymnasiums in Weimar. Er studierte Philologie in Jena. Dort erwarb er 1737 den Doktorgrad. Ab 1743 war Bielcke Rektor und Professor am Gröningischen Collegium zu Stargard in Pommern und ab 1758 erster Professor für Theologie am akademischen Gymnasium zu Stettin. Er wurde Königlich Preußischer Konsistorialrat, Hauptpastor an der Jakobskathedrale (Stettin) und Präpositus der Altstettinischen Synode.

## Schriften (Auswahl)
- Dissertatio De Clemente Alexandrino Eivsqve Erroribvsissimo. Müller, Jena 1737.
- Historie Der Natürlichen Gottesgelahrheit: Vom Anfange der Welt Bis auf gegenwärtige Zeiten. George Conrad Gsellius, 1742.
- Ode über seinen Garten : Samt einer Abhandlung von dem vernünftigen Gottesdienste. 1750.